# Leonard Scott
Leonard Scott, född den 19 januari 1980, Zachary, Louisiana, är en amerikansk friidrottare som tävlar i kortdistanslöpning.
Scott deltog vid VM 2005 i Helsingfors där han slutade sexa på 100 meter på tiden 10,13. Under 2006 vann han guld vid VM-inomhus i Moskva på 60 meter. Utomhus samma år blev han tvåa på 100 meter vid IAAF World Athletics Final på tiden 9,91.

## Personliga rekord
- 60 meter - 6,46
- 100 meter - 9,91
- 200 meter - 20,34